# Адвербиализация
Адвербиализа́ция (от лат. adverbium — наречие) — переход в класс наречий словоформ, принадлежащих другим частям речи.
Основа процесса адвербиализации — изоляция той или иной формы от системы словоизменения своей части речи и приобретение ею нового грамматического значения.
С точки зрения истории языка, адвербиализации подвергаются:
1. формы прилагательных, например: снова, высоко, по-домашнему, ср. также чеш. znovu, vysoko, лат. multum «много»;
2. отдельные падежные формы существительных, например: пешком, даром (оба твор. падеж), рус. дореф. вечоръ «вчера вечером», лат. statim «сейчас» (аккузатив);
3. предложно-падежные формы, напр., издавна, ст.-слав. съпроста «непременно» < съ + род. п. сущ. прост, чеш. zezadu < ze zadu «сзади»; в том числе с постпозицией предлога — ср. нем. jahraus (в jahraus jahrein «из года в год»);
4. прочие сочетания, например: сегодня < сего дня, ср. нем. damit «(с) этим»;
5. глагольные формы, например: почти, нехотя.

В более широком понимании к адвербиализации относятся также и морфологические способы образования наречий (суффиксация). Адвербиализация является одним из видов общеязыкового процесса транспозиции, в основе которого лежит семантическое и функциональное тождество языковых единиц.